# ONE Television
ONE Television (On Europe Television) var en TV-kanal på den svenska marknaden som ägdes av SBS Broadcasting och sände från London likt företagets övriga svenska kanaler Kanal 5 och The Voice TV. TV-kanalen inledde sina sändningar den 23 maj 2006 i det svenska digitala marknätet. One Television riktade sig primärt till åldersgruppen 40-59 år och utbudet bestod främst av dramer, dokumentärer och långfilmer.
I februari 2007 upphörde kanalen när SBS Broadcasting startade den nya Kanal 9.

## Historik
Hösten 2005 utlystes nya tillstånd för marksänd digtial-TV av Radio- och TV-verket och SBS/Kanal 5 sökte tillstånd för flera kanaler. När RTVV presenterade sin lista över rekommenderade fanns Kanal 5:s "Ny Kanal 1" bland de prioriterade kanalerna. I februari 2006 meddelade regeringen att Kanal 5 skulle få tillstånd att sända betalkanalen "C 5" under kvällstid (18.00-6.00). Under dagtid upptas samma sändningsutrymme av ungdomskanalen The Voice TV.
Kanalens slutgiltiga namn blev "ONE Television". Sändningarna inleddes den 23 maj 2006 och pågick till en början bara under ungefär fyra timmar mellan 19.00 och 23.00. Bland programmen under premiärveckan fanns främst brittiska serier och program som Sharpe, The Bill, Kommissarie Morse och Later with Jools, men även tyskspråkiga Kommissarie Rex, europeiska nyheter från European Journal och många filmer.
Vid starten kunde kanalen enbart ses av tittare med abonnemang hos Boxer, som är den enda operatören i den digitala marknätet. Från och med den 11 december 2006 var kanalen också tillgänglig för satellitkunder hos Canal Digital.